# بني حلصي (كحلان عفار)

تعديل مصدري - تعديل

بني حلصي هي إحدى قرى عزلة الدقيمي بمديرية كحلان عفار التابعة لمحافظة حجة، بلغ تعداد سكانها 432 نسمة حسب تعداد اليمن لعام 2004.